# Noreen Corcoran
Noreen M. Corcoran (20 octobre 1943 - 15 janvier 2016) est une actrice de cinéma et de télévision américaine. Elle est surtout connue pour avoir joué Kelly Gregg dans le sitcom américain Bachelor Father.

## Premières années
Noreen Corcoran est née à Quincy, Massachusetts; Elle est la fille de William Corcoran. Ses frères et sœurs sont William Jr., Donna, Hugh, Kevin, Hugh, Brian et Kerry qui ont tous joué comme acteur enfant, Elle fréquente l'université d'État de Californie, mais n'a pas obtenu son diplôme.

## Carrière d'acteur
Noreen Corcoran commence à jouer en 1951, apparaissant dans le film Apache Drums, jouant le rôle de l'enfant.
Elle a également des rôles dans Le Jeune Docteur Kildare, Hans Christian Andersen et la Danseuse, Channing, Gidget Goes to Rome, Cavalcade of America, Mr. Novak, et So This Is Love ,.
Ronald Reagan recommande Corcoran pour le rôle de Kelly Gregg dans la nouvelle série télévisée de CBS Bachelor Father . John Forsythe joue le rôle de Bentley Gregg. La série, sur un riche célibataire élevant sa nièce orpheline, passe de 1957 à 1962.
Le dernier rôle de Corcoran est dans la série télévisée The Big Valley.

## Dernières années
Après avoir pris sa retraite d'acteur, Corcoran travaille à la Lewitzky Dance Company pendant plus d'une décennie. Elle est décédée en janvier 2016 d'une maladie cardiopulmonaire à Van Nuys, en Californie, à l'âge de 72 ans,.

## Filmographie

### Film
| Année | Titre                                  | Rôle                   | Remarques   |
| ----- | -------------------------------------- | ---------------------- | ----------- |
| 1951  | Quand les tambours s'arrêteront        | Enfant                 | non crédité |
| 1952  | Wait Till the Sun Shines, Nellie       | Adeline Halper à 6 ans | non crédité |
| 1952  | Capitaine sans loi                     | Ellen Moore            | non crédité |
| 1952  | Hans Christian Andersen et la Danseuse | Petite fille           | non crédité |
| 1953  | Histoire de trois amours               | Anne                   | non crédité |
| 1953  | Cupidon photographe                    | Clarabelle Schneider   |             |
| 1953  | La Reine vierge                        | Bess enfant            |             |
| 1953  | So This Is Love                        | Grace Moore à 8 ans    |             |
| 1953  | La Tunique                             | Fille                  | non crédité |
| 1953  | Un lion dans les rues                  | Écolière               | non crédité |
| 1954  | Tanganyika                             | Sally Marion           |             |
| 1955  | Les Inconnus dans la ville             | Anna Stadt             | non crédité |
| 1957  | L'Esclave libre                        | Jeune Manty            | non crédité |
| 1963  | Gidget va à Rome                       | Lucy McDougall         |             |
| 1965  | Les filles sur la plage                | Selma                  |             |

### Télévision
| Année     | Titre                          | Rôle                     | Remarques    |
| --------- | ------------------------------ | ------------------------ | ------------ |
| 1952      | Les Aventures de Kit Carson    | Anita Alba               | 1 épisode    |
| 1952-1953 | Théâtre des Chevrons           |                          | 2 épisodes   |
| 1953      | Le spectacle de Loretta Young  | Nathalie Baxter          | 1 épisode    |
| 1953-1955 | Cavalcade d'Amérique           | Nancy Merki à 9 ans      | 2 épisodes   |
| 1954      | The Pepsi-Cola Playhouse       |                          | 1 épisode    |
| 1955      | Four Star Playhouse            | Anne                     | 1 épisode    |
| 1955      | Rintintin                      | Judy                     | 1 épisode    |
| 1955      | Studio 57                      |                          | 1 épisode    |
| 1956      | Chevron Hall des étoiles       | Amy                      | 1 épisode    |
| 1957-1962 | Père célibataire               | Kelly Greg               | 157 épisodes |
| 1957      | Circus Boy                     | Julie                    | 1 épisode    |
| 1957      | General Electric Theater       | Kelly Greg               | 1 épisode    |
| 1959      | Le Monde merveilleux de Disney | Marion Morgan            | 1 épisode    |
| 1962      | Saints et pécheurs             | Jane Melton              | 1 épisode    |
| 1963      | Going My Way (série télévisée) | Sally McMullen           | 1 épisode    |
| 1963      | Le Jeune Docteur Kildare       | Infirmière Mary Thompson | 1 épisode    |
| 1963      | Channing                       | Donna                    | 1 épisode    |
| 1964      | La onzième heure               | Alice Lang               | 1 épisode    |
| 1964      | Ben Casey                      | Audrey Kietner           | 1 épisode    |
| 1964      | Gunsmoke                       | Ellen                    | 1 épisode    |
| 1964      | M. Novak                       | Catherine Williams       | 1 épisode    |
| 1965      | La Grande Vallée               | Sharon                   | 1 épisode    |